# Sierpień 1980

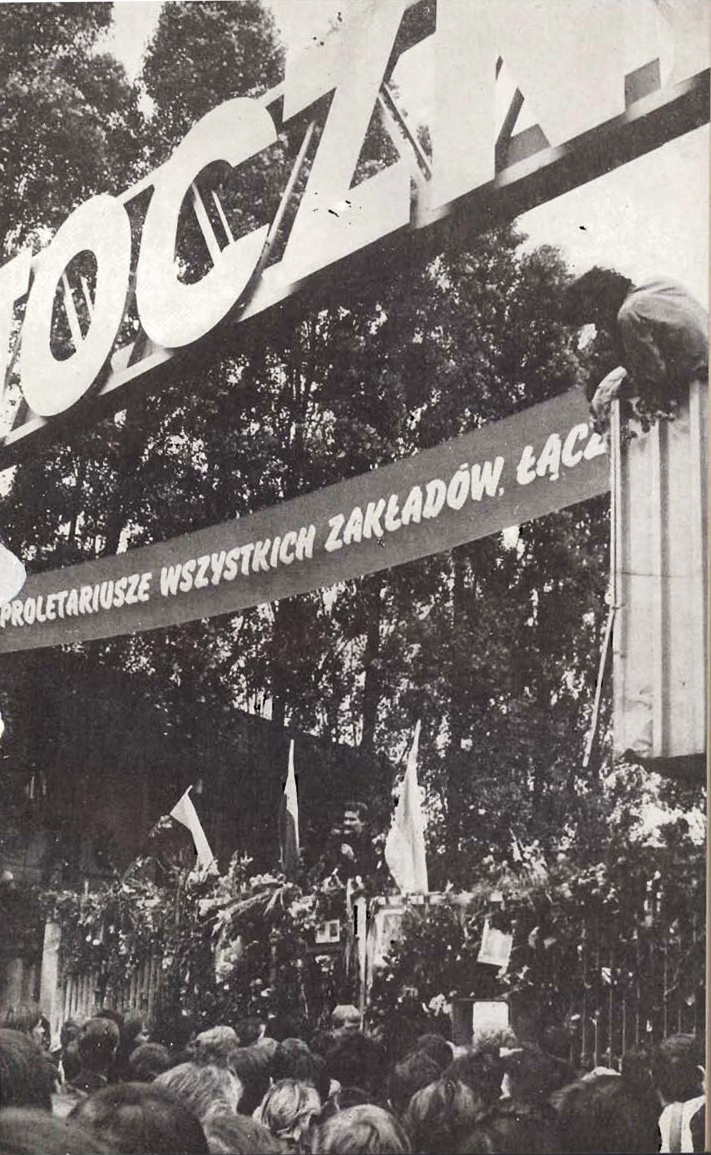
Brama nr 2 Stoczni Gdańskiej im. Lenina podczas strajku. Przemawia Lech Wałęsa

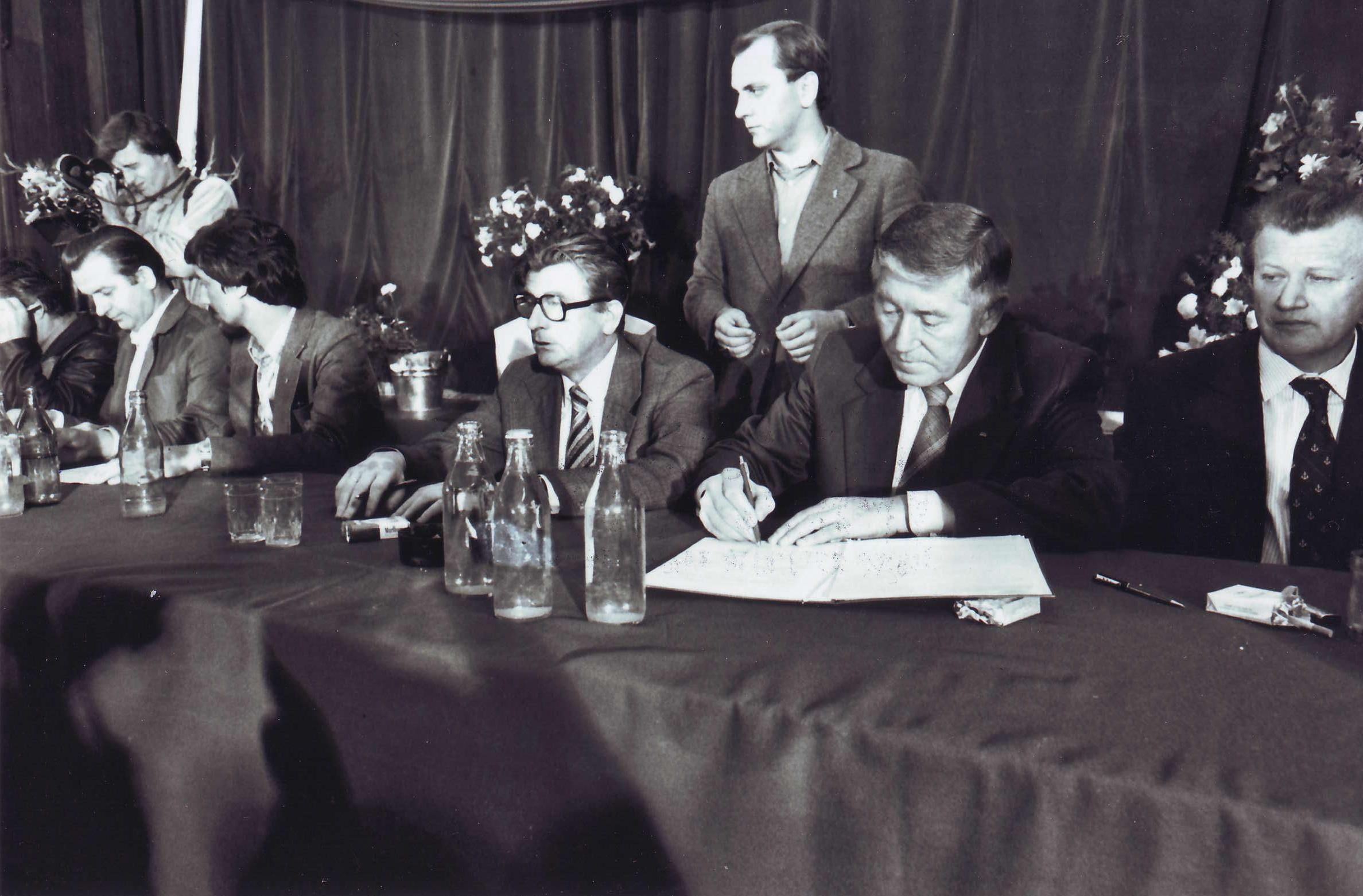
Podpisanie porozumień sierpniowych w Szczecinie, 30 sierpnia 1980

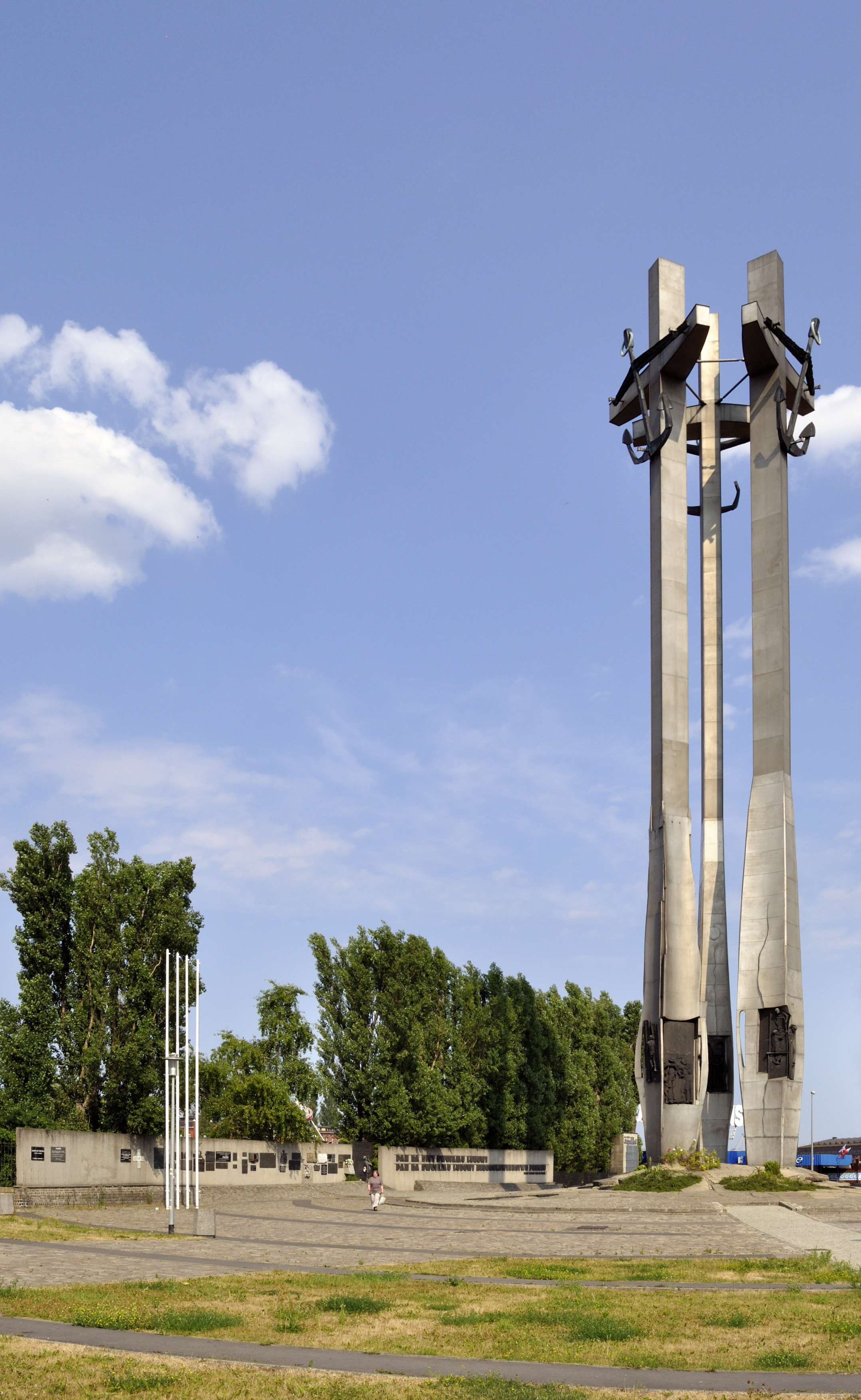
Pomnik Poległych Stoczniowców 1970, odsłonięty 16 grudnia 1980

Sierpień 1980 – jeden z kilku miesięcy, które odcisnęły największe piętno na historii PRL. Przeszedł do historii z powodu strajków, zakończonych zawarciem czterech porozumień sierpniowych.

## Preludium

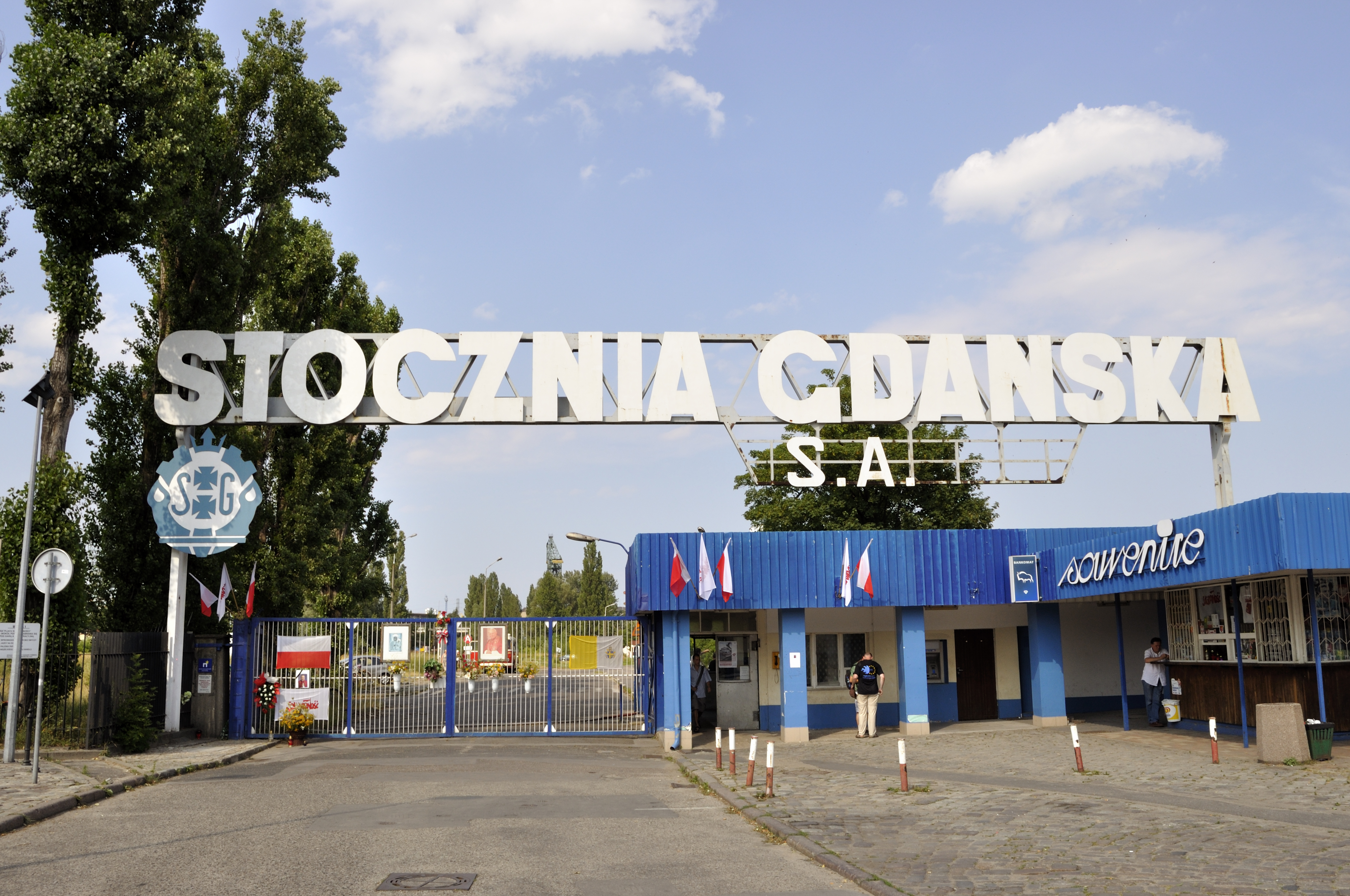
Brama nr 2 Stoczni Gdańskiej, 2010

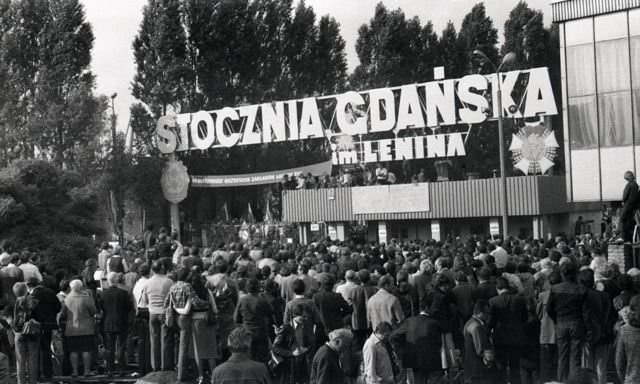
Brama nr 2 Stoczni Gdańskiej w sierpniu 1980

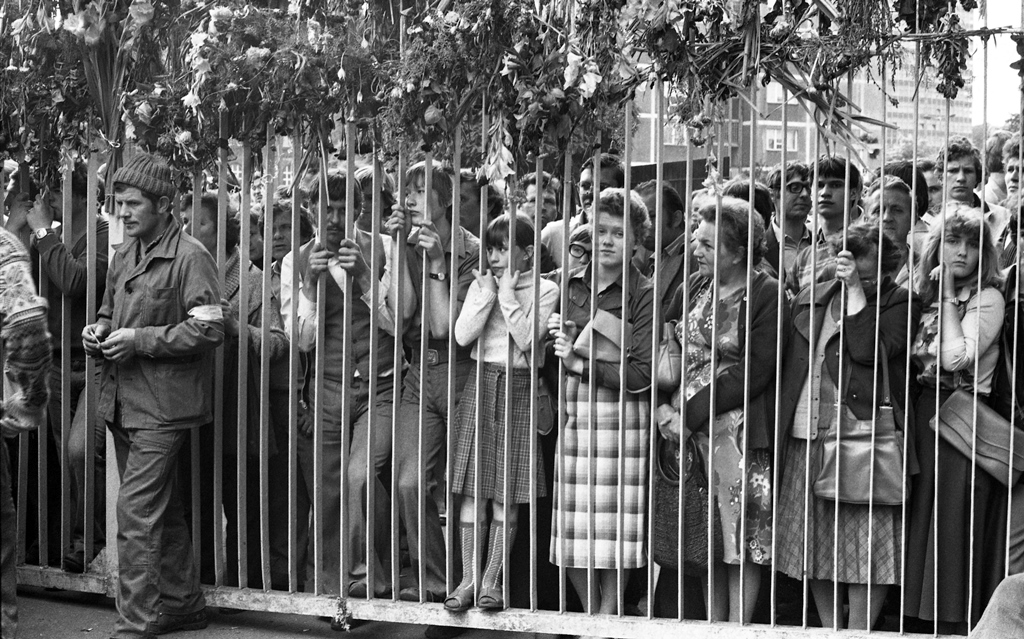
Rodziny strajkujących przy bramie nr 2 Stoczni Gdańskiej

Pierwsze strajki miały miejsce w Świdniku i Lublinie w połowie lipca (wydarzenia zwane Lubelskim Lipcem), a pierwsze protestacyjne przestoje w tym regionie miały miejsce już wiosną 1980. W wyniku wydarzeń lubelskich strajki zaczęły rozprzestrzeniać się na okoliczne regiony, by w końcu wystąpić w szeregu miast na terenie całego kraju. Jednak najważniejszy strajk rozpoczęły Wolne Związki Zawodowe Wybrzeża 14 sierpnia w Stoczni Gdańskiej (żądano m.in. przywrócenia do pracy Anny Walentynowicz, podwyżek płac, wybudowania pomnika ofiar Grudnia 1970), do którego zaczęły dołączać delegacje strajkujących zakładów pracy z pozostałych miast.

## Kalendarium

### 14 sierpnia
Jerzy Borowczak, Bogdan Felski i Ludwik Prądzyński pod kierownictwem Bogdana Borusewicza we wczesnych godzinach porannych wywołują strajk w Stoczni Gdańskiej im. Lenina. Wówczas pracę przerwały wydziały K-1, K-3, C-5 oraz wydziały silnikowe. W południe strajk objął prawie całą załogę zakładu. Robotnicy na zorganizowanym przez siebie wiecu żądają:
- przywrócenia do pracy Anny Walentynowicz i Lecha Wałęsy,
- postawienia pomnika ofiar Grudnia 70,
- zagwarantowania bezpieczeństwa strajkującym,
- podwyżki płac o 2 tysiące złotych,
- dodatku drożyźnianego i rodzinnego odpowiadających wysokości zasiłków funkcjonariuszy MO i SB.

Do strajkującej stoczni przybywa Lech Wałęsa i obejmuje przywództwo strajku, który przybrał charakter okupacyjny. Rządowa agencja informacyjna Interpress zaprzecza istnieniu strajku.

### 15 sierpnia
Do strajku przyłącza się Stocznia im. Komuny Paryskiej w Gdyni, na którego czele staje Andrzej Kołodziej – monter zatrudniony w owym zakładzie. Rozpoczyna się strajk komunikacji miejskiej w Gdańsku. Zwykli ludzie, nie mając nic przeciwko strajkowi (widzieli w nim sprzeciw wobec ówczesnego systemu), podwozili osoby czekające z powodu strajku na przystankach. Zablokowana zostaje komunikacja telefoniczna z resztą kraju.
Przed rozpoczęciem pierwszej zmiany rozpoczyna się strajk w Gdańskiej Stoczni Remontowej, na którego czele staje Henryk Matysiak, który przemawia na wiecu przed budynkiem Dyrekcji GSR.

### 16 sierpnia
Dyrekcja Stoczni Gdańskiej, po rozmowie z delegatami strajkujących pod przewodnictwem Wałęsy (transmitowanej przez głośniki na cały zakład), o godzinie 15:00 częściowo zgadza się zrealizować żądania stoczniowców. Godzi się na podwyżki o 1,5 tysiąca złotych i budowę pomnika ofiar Grudnia 1970. Komitet strajkowy, liczący łącznie ok. 160 osób (dyr. nacz. zakładu Klemens Gniech postawił warunek, by w skład komitetu wchodziły po 3 osoby z każdego wydziału stoczni), poprzez głosowanie podejmuje decyzję o zakończeniu strajku. Wiadomość o tym przez radiowęzeł dociera do strajkujących w innych zakładach. Jednocześnie dyrektor Gniech nadaje przez głośniki komunikat informujący, że podwyżka nie będzie dotyczyć robotników, którzy do godz. 18:00 nie opuszczą terenu stoczni. Grupa strajkujących m.in. Anna Walentynowicz, Maryla Płońska, Henryka Krzywonos, Ewa Ossowska i Alina Pienkowska, nie chcąc dopuścić do zakończenia strajku, zatrzymuje wychodzących stoczniowców, ale część z nich opuszcza zakład.
Po poddaniu i zakończeniu strajku w Stoczni Gdańskiej im. Lenina, Komitet Strajkowy Gdańskiej Stoczni Remontowej (GSR) postanawia kontynuować strajk okupacyjny w GSR i postanawia zaspawać bramę stalową między GSR a Stocznią Gdańską im. Lenina, oraz wzmocnić straż porządkową na moście pontonowym GSR w ciągu ulicy Na Ostrów, w celu powstrzymania wyjścia Stoczniowców GSR z terenu gdańskiej wyspy Ostrów. Przepustki łamistrajków opuszczających GSR są wrzucane do kanału stoczniowego na oczach wychodzących, co powstrzymuje wyjście Stoczniowców.
Lech Wałęsa na wniosek innych strajkujących zakładów ogłasza strajk solidarnościowy. Inicjatywa ta nie mogła być ogłoszona całej załodze zakładu z powodu wyłączenia przez jego dyrekcję radiowęzła. Andrzej i Joanna Gwiazdowie, Bogdan Lis oraz Maryla Płońska zakładowym „Żukiem” Elmoru objechali wówczas kilka najważniejszych zakładów, wzywając do kontynuowania walki i zjednoczenia wszystkich strajkujących załóg. W godzinach wieczornych, po konsultacjach z delegacjami 21 innych zakładów, powołany zostaje Międzyzakładowy Komitet Strajkowy (MKS). Pod przewodnictwem Stanisława Kani powołano zespół koordynujący działania władz na rzecz likwidacji strajków. Powołano sztab do kierowania operacją Lato 80, mającą na celu zapewnienie bezpieczeństwa, ładu i porządku publicznego w kraju. Kierownikiem sztabu mianowany został wiceminister gen. Bogusław Stachura, a jego zastępcami płk Władysław Ciastoń oraz gen. Józef Beim. W składzie sztabu znaleźli się też Adam Krzysztoporski i Konrad Straszewski.

### 17 sierpnia

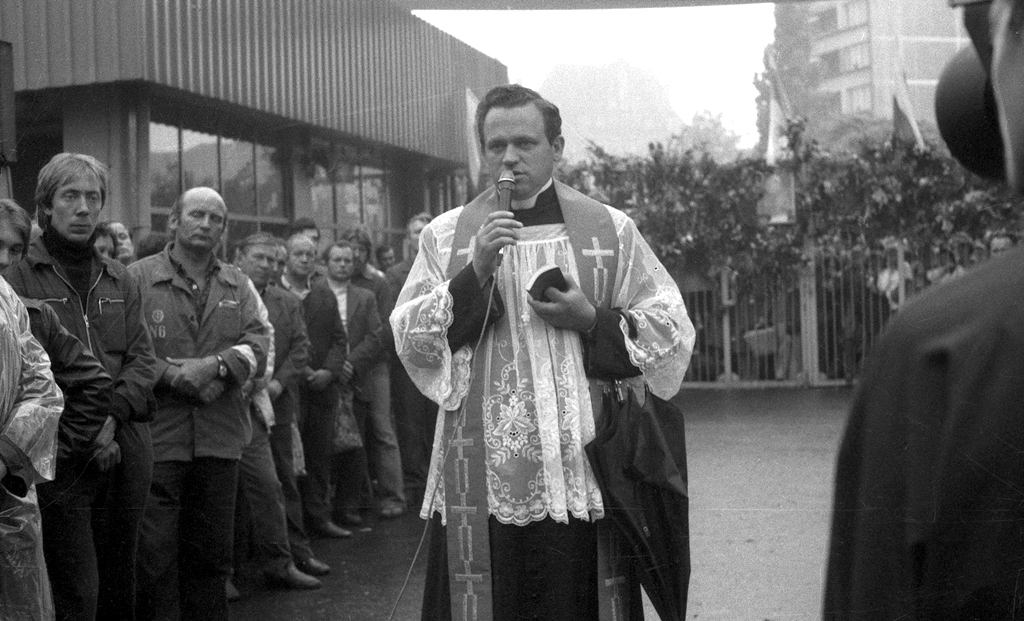
Ksiądz Henryk Jankowski podczas wspólnej modlitwy ze strajkującymi w Stoczni Gdańskiej

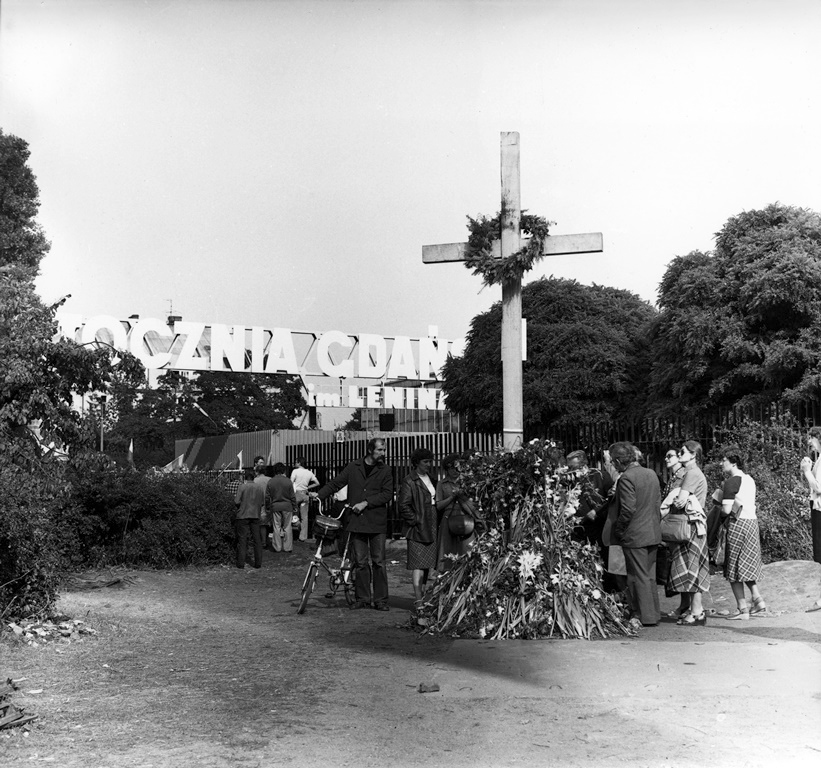
Drewniany krzyż ustawiony przez gdańskich stoczniowców, upamiętniający ofiary Grudnia 1970

Przy Bramie nr 2 Stoczni Gdańskiej im. Lenina odprawiona została o godzinie 9 msza święta przez księdza Henryka Jankowskiego, prałata gdańskiej parafii św. Brygidy. Uczestniczyło w niej kilkanaście tysięcy ludzi. Na placu przed główną bramą stanął drewniany krzyż upamiętniający ofiary Grudnia ’70. Także w Stoczni Gdyńskiej odprawiona została msza – przez księdza Hilarego Jastaka. By złamać solidarność załóg z Międzyzakładowym Komitetem Strajkowym, dyrekcje poszczególnych zakładów prowadzą rozmowy z załogami.

### 18 sierpnia

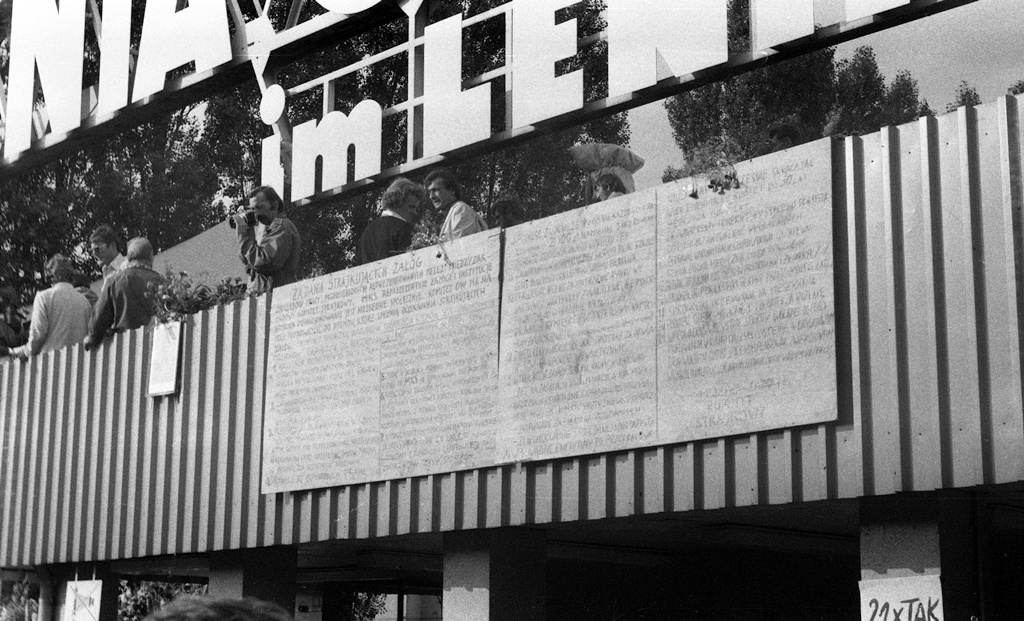
Tablice z 21 postulatami Międzyzakładowego Komitetu Strajkowego umieszczone na budynku portierni przy bramie nr 2 Stoczni Gdańskiej

Do MKS przyłączyło się już 156 zakładów Wybrzeża. Po dwóch cyklach obrad z godziny 10 i godziny 20, uzgodniono treść 21 postulatów strajkowych. Następnie rozpoczęto ich drukowanie. Postulaty zostały przekazane po południu przez delegację MKS wojewodzie gdańskiemu Jerzemu Kołodziejskiemu. W Gdyni powstaje Wolna Drukarnia Stoczni Gdyńskiej, a w Szczecinie rozpoczyna strajk Stocznia Szczecińska im. Adolfa Warskiego. O godzinie 17 ma miejsce wspólna modlitwa za strajkujących i ich rodziny, którą poprowadziły Magdalena Modzelewska i Bożena Rybicka z Ruchu Młodej Polski.

### 19 sierpnia

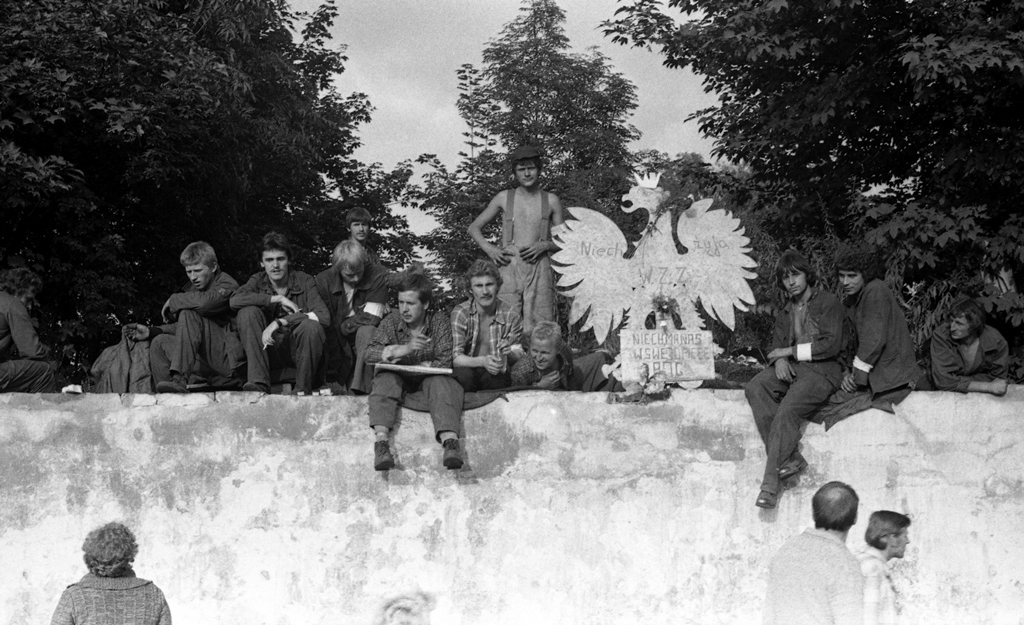
Strajkujący i strajkowe dekoracje murów Stoczni Gdańskiej im. Lenina

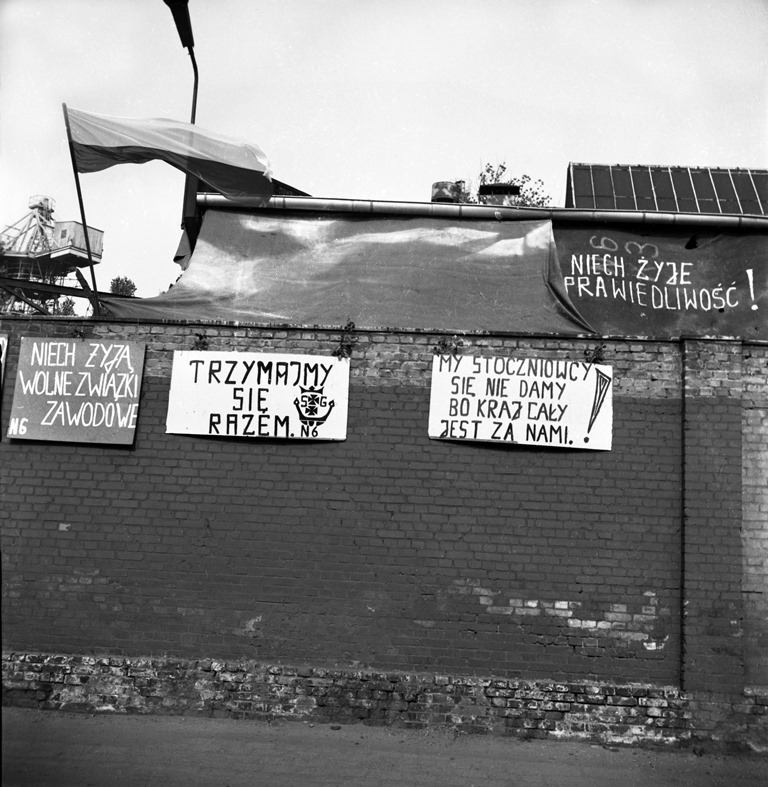
Hasła strajkowe na murach Stoczni Gdańskiej im. Lenina: „Niech żyją Wolne Związki Zawodowe”, „Trzymajmy się razem”, „My stoczniowcy się nie damy bo kraj cały jest za nami!”, „Niech żyje sprawiedliwość!”

Władze nadal starają się złamać solidarność strajkujących, prowadząc rozmowy z komitetami strajkowymi w poszczególnych zakładach. Tworzone są „konkurencyjne” MKS-y, mające za zadanie rozmowę wyłącznie z przedstawicielami rządu. MKS Stoczni Gdańskiej, zrzeszający już 253 zakłady, ponawia apel do rządu o rozmowy. Obrady MKS-u transmituje się poprzez głośniki na całą stocznię i pod bramami nr 2 i 3, gdzie zbierają się kilkutysięczne tłumy. Do Stoczni Gdańskiej przybywają zagraniczni dziennikarze. Po żądaniach MKS-u zaprzestano sprzedaży alkoholu w Trójmieście.

### 20 sierpnia
Władze państwowe nadal odmawiają rozmów z MKS, a kontrolowana przez nie telewizja przedstawia informacje o stratach gospodarczych wywołanych strajkami. Ponadto MO i SB zatrzymują delegatów komitetów strajkowych, których rozpoznawano po biało-czerwonych flagach na ich samochodach. Do strajków przyłączają się Politechnika Gdańska, Uniwersytet Gdański oraz Opera Bałtycka i Filharmonia Bałtycka. MKS reprezentuje 304 zakłady.

### 21 sierpnia

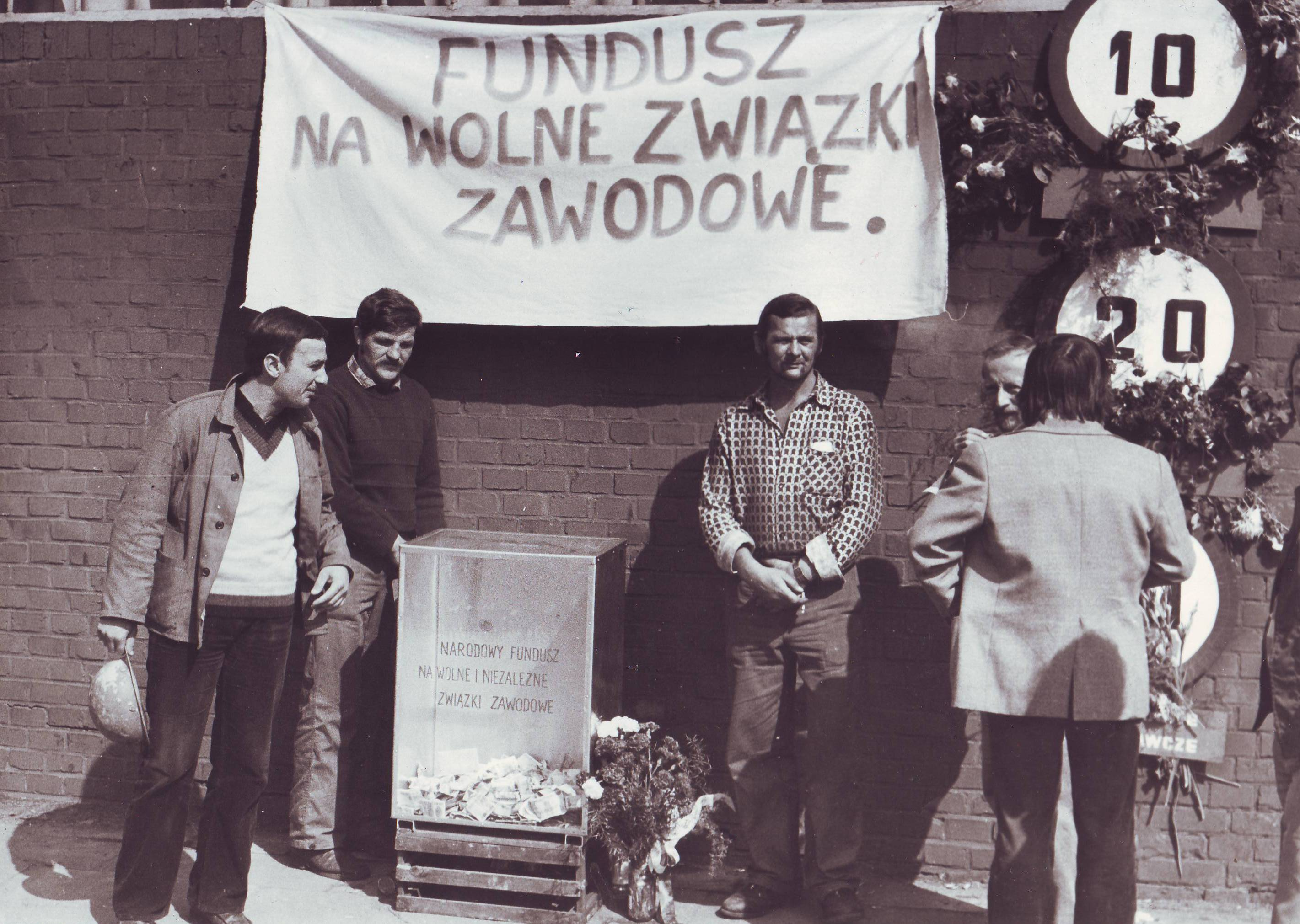
Sierpień 1980 w Szczecinie. Zbiórka pieniędzy na Wolne Związki Zawodowe

Do Gdańska przyjeżdża delegacja rządowa z Mieczysławem Jagielskim. Jego przemówienie, mające na celu złamanie solidarności strajkujących z MKS (Jagielski proponuje rozmowy ze strajkującymi w komisjach branżowych z pominięciem MKS) emitowało przez 3 minuty lokalne radio. MO kontynuuje represje, konfiskując kilka tysięcy ulotek MKS na pokładzie holownika m/t Wilk. Gdański MKS reprezentuje 350 przedsiębiorstw. Do strajku przyłączają się zakłady Elbląga, Ustki i Słupska, a także pierwszy zakład na Górnym Śląsku – Fabryka Zmechanizowanych Obudów Ścianowych Fazos w Tarnowskich Górach.

### 22 sierpnia
MKS wzywa rząd do podjęcia rozmów, składając wezwanie na ręce Jagielskiego. W Szczecinie delegacja rządowa z wicepremierem Kazimierzem Barcikowskim rozpoczyna rozmowy z tamtejszym MKS, skupiającym 97 zakładów. Drukarnia Stoczni Gdańskiej drukuje własne materiały, które docierają następnie do kilkuset tysięcy ludzi. Rozpoczęto gromadzenie środków finansowych na fundusz MKS oraz budowę pomnika ofiar Grudnia 1970. W Elblągu SB aresztowała delegatów komitetu strajkowego M. Bogdańskiego i T. Siedleckiego. Do Gdańska docierają Tadeusz Mazowiecki i Bronisław Geremek, którym Prezydium MKS powierza misję stworzenia komisji ekspertów.

### 23 sierpnia
Gdański MKS reprezentuje 388 zakładów. Lech Wałęsa zwraca się do SB, by zaprzestały szykan wobec strajkujących i opozycyjnych działaczy. O godzinie 14 do stoczni przybywa wojewoda gdański w celu ustalenia szczegółów rozmów z delegacją rządową. 6 godzin później przybywa ona z wicepremierem Jagielskim na czele do Gdańska i rozpoczyna rozmowy z MKS-em. Transmituje się je na cały zakład. Nieco później do rozmów dołącza delegacja szczecińskiego MKS-u (skupiał on wtedy 134 zakłady). Ukazuje się pierwszy numer Strajkowego Biuletynu Informacyjnego „Solidarność”.
W Gdańskiej Stoczni Remontowej na placu przed budynkiem Dyrekcji GSR odbywa się msza święta, którą koncelebruje ks. Henryk Jankowski.

### 24 sierpnia
W większości zakładów dzień rozpoczęły msze święte. Do Gdańska przyjeżdża grupa zaproszonych przez MKS ekspertów, by wspierać go w jego pracach. Powołano Komisję Ekspertów (Tadeusz Mazowiecki przewodniczący, Bohdan Cywiński, Bronisław Geremek, Tadeusz Kowalik, Waldemar Kuczyński, Jadwiga Staniszkis, Andrzej Wielowieyski), którą wspierali w kolejnych dniach Jerzy Stembrowicz, Andrzej Stelmachowski i Jan Strzelecki.

### 25 sierpnia
Trójmiejscy artyści organizują koncerty na terenie Stoczni Gdańskiej adresowane do strajkujących. Wieczorem odbywa się konferencja prasowa rzecznika MKS Lecha Bądkowskiego. Informuje on, że rozmowy do czasu spełnienia podstawowego warunku – odblokowania połączeń telefonicznych z resztą kraju – nie zostaną wznowione. Odnosi to skutek w postaci zdjęcia blokady na połączenia z kilkoma miastami. Ekipa filmowa Wytwórni Filmów Dokumentalnych zaczyna kręcić w Stoczni Gdańskiej film dokumentalny Robotnicy ’80.

### 26 sierpnia
O godzinie 11 wznowione zostają rozmowy z delegacją rządową w kwestii pierwszego z 21 postulatów – utworzenia wolnych związków zawodowych. Delegacja rządowa pozostaje przy reformie dotychczas istniejących związków zawodowych. Związkowcy z Francji zasilają fundusze MKS-u kwotą 11 tysięcy franków, a młodzieżówka norweskich związków zawodowych na ten sam cel dostarcza 2,3 tys. koron.
Rankiem kierowcy autobusów w VII Zajezdni przy ul. Grabiszyńskiej we Wrocławiu zablokowali bramę wjazdową i ogłosili strajk. Powstaje Międzyzakładowy Komitet Strajkowy (MKS) we Wrocławiu, w skład którego wchodzą przedstawiciele strajkujących przedsiębiorstw: Energomontażu Zachód – budowa EC II i budowa Czechnica, PKS, taksówkarzy, PBiM, Hutmenu, FAT-u, Stoczni Remontowej, Wrocławskiej Stoczni Rzecznej. Przewodniczącym zostaje kierowca autobusu w MPK Jerzy Piórkowski.
Strajki solidarnościowe ze Stocznią Gdańską wybuchają także w Krakowie, Warszawie, Poznaniu, Łodzi, Rzeszowie i innych miastach. Prymas Polski wygłasza kazanie, emitowane w telewizji, a o godzinie 19 w Stoczni Gdańskiej odprawiono mszę świętą w dniu Matki Boskiej Częstochowskiej dla kilkunastu tysięcy ludzi.

### 27 sierpnia
MKS z Elbląga przekazuje swoje kompetencje MKS z Gdańska. Gdański MKS reprezentuje 630 przedsiębiorstw. Strajki obejmują Wałbrzych, Bielsko-Białą, Świdnik, Ursus. Odbywają się rozmowy na temat Wolnych Związków Zawodowych pomiędzy ekspertami strajkujących a stroną rządową. Konto budowy pomnika ofiar Grudnia 1970 ma już kilkaset tysięcy złotych, a konto MKS-u – kilka milionów złotych. Media zagraniczne reprezentuje ponad 200 dziennikarzy i dodatkowe ekipy telewizyjne.

### 28 sierpnia
Do Gdańska dociera, uprzednio zatrzymana w Bydgoszczy, delegacja z Wrocławia. Lech Wałęsa proponuje, aby porozumienie zawarte w Gdańsku dotyczyło całego kraju. Stoczniowcy oczekują ponownego przybycia delegacji rządowej. Tymczasem władze rozpoczynają aresztowania działaczy opozycyjnych. Strajkujący odbierają telegramy z wyrazami poparcia z całego świata. Słowno-muzyczny występ patriotyczny organizuje lokalny Teatr Wybrzeże.
Na Górnym Śląsku strajk rozpoczynają kierowcy PKS oddziałów w Rybniku i Wodzisławiu Śląskim. Następnie strajkują również górnicy KWK Manifest Lipcowy w Jastrzębiu-Zdroju, a w ciągu kilku godzin dołączają do nich górnicy z innych pobliskich kopalń, m.in. KWK Moszczenica, KWK ZMP w Żorach i KWK 1 Maja w Wodzisławiu Śląskim.

### 29 sierpnia
Rozmowy z delegacją rządową, której wizyta była zapowiadana na godzinę 12, znajdują się w impasie. Kwestią sporną jest powstanie wolnych związków zawodowych. Z kolei rozmowy między ekspertami obu stron są kontynuowane. Do Gdańska przybywa delegacja MKS z Bydgoszczy. Strajkują kopalnie Górnego Śląska. Na terenie Stoczni Gdańskiej rozwija się też druk i kolportaż niezależnych wydawnictw, nie nadążający z działalnością z powodu dużego zainteresowania.
Na Górnym Śląsku zawiązał się Międzyzakładowy Komitet Strajkowy z siedzibą w KWK Manifest Lipcowy. Do strajku dołączyły kolejne kopalnie i zakłady. Strajk rozpoczął się m.in. w Hucie Katowice w Dąbrowie Górniczej oraz Zakładzie Nr 2 Fabryki Samochodów Małolitrażowych w Tychach.

### 30 sierpnia

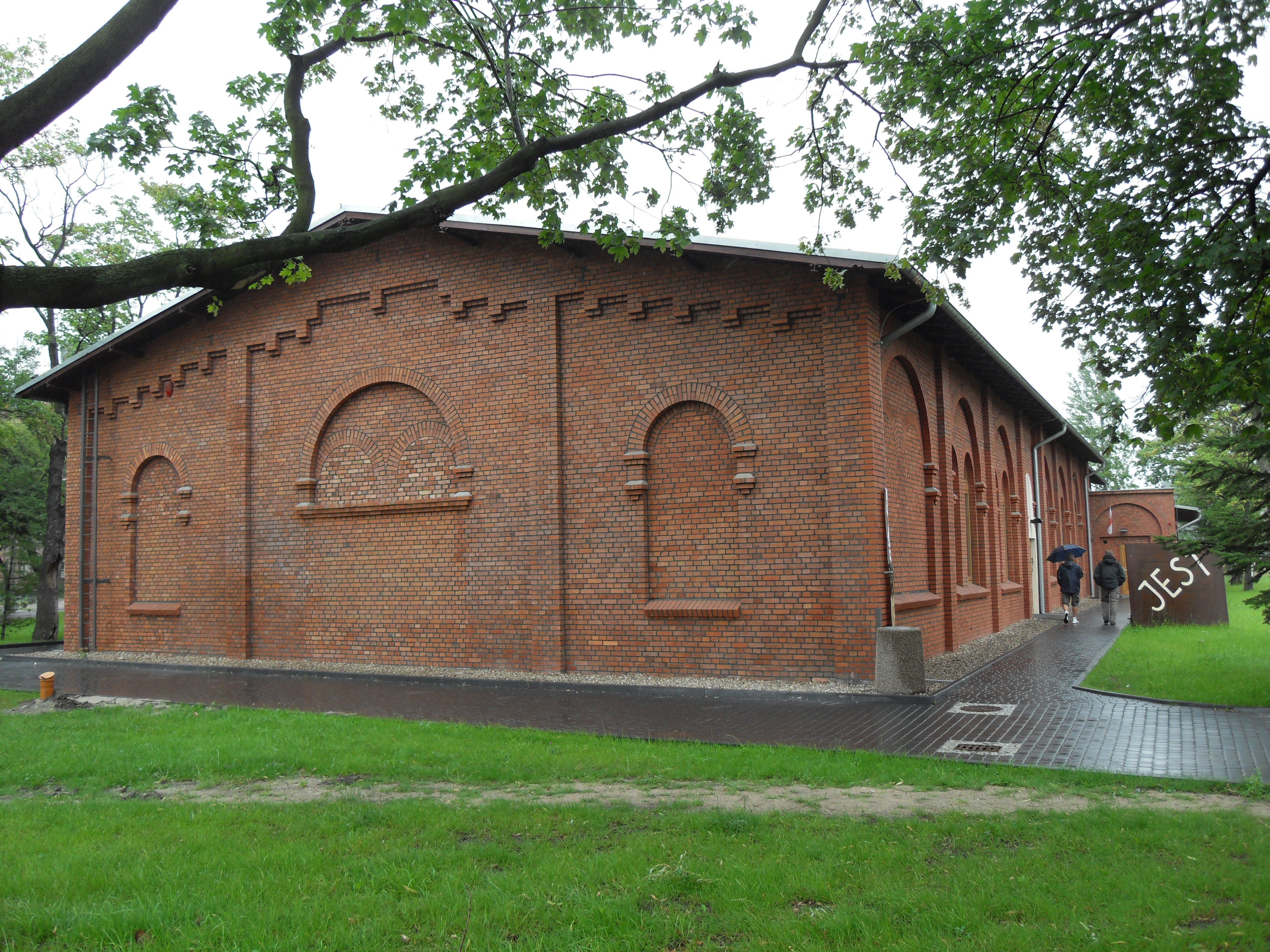
Sala BHP Stoczni Gdańskiej

MKS w Szczecinie podpisuje porozumienie z delegacją rządową.
W Stoczni Gdańskiej o godzinie 14 rozpoczynają się rozmowy z komisją rządową, po czym następuje wstępna akceptacja części z 21 postulatów. Lech Wałęsa domaga się zakończenia represji SB względem działaczy opozycji, ale wicepremier Jagielski zasłania się niewiedzą na ich temat. Decyzją MKS, wydaną w drodze głosowania w sali BHP, dalsze rozmowy rozpoczną się z chwilą uwolnienia wszystkich więźniów politycznych. Godzina 17 mija na wspólnej modlitwie delegatów MKS w intencji strajkujących i ich rodzin.

### 31 sierpnia
Rankiem, ksiądz Henryk Jankowski celebrował mszę na terenie Stoczni Gdańskiej. W sali BHP stoczni zostało podpisane porozumienie pomiędzy MKS reprezentującym ponad 700 zakładów oraz delegacją rządową. Kwestią sporną było zwolnienie więźniów politycznych, czego domagał się Wałęsa. Wicepremier Jagielski ostatecznie wyraził zgodę na pisemne gwarancje zwolnienia więźniów. O godzinie 16 podpisano dokument końcowy porozumień. Strajk dobiegł końca.

## Konsekwencje

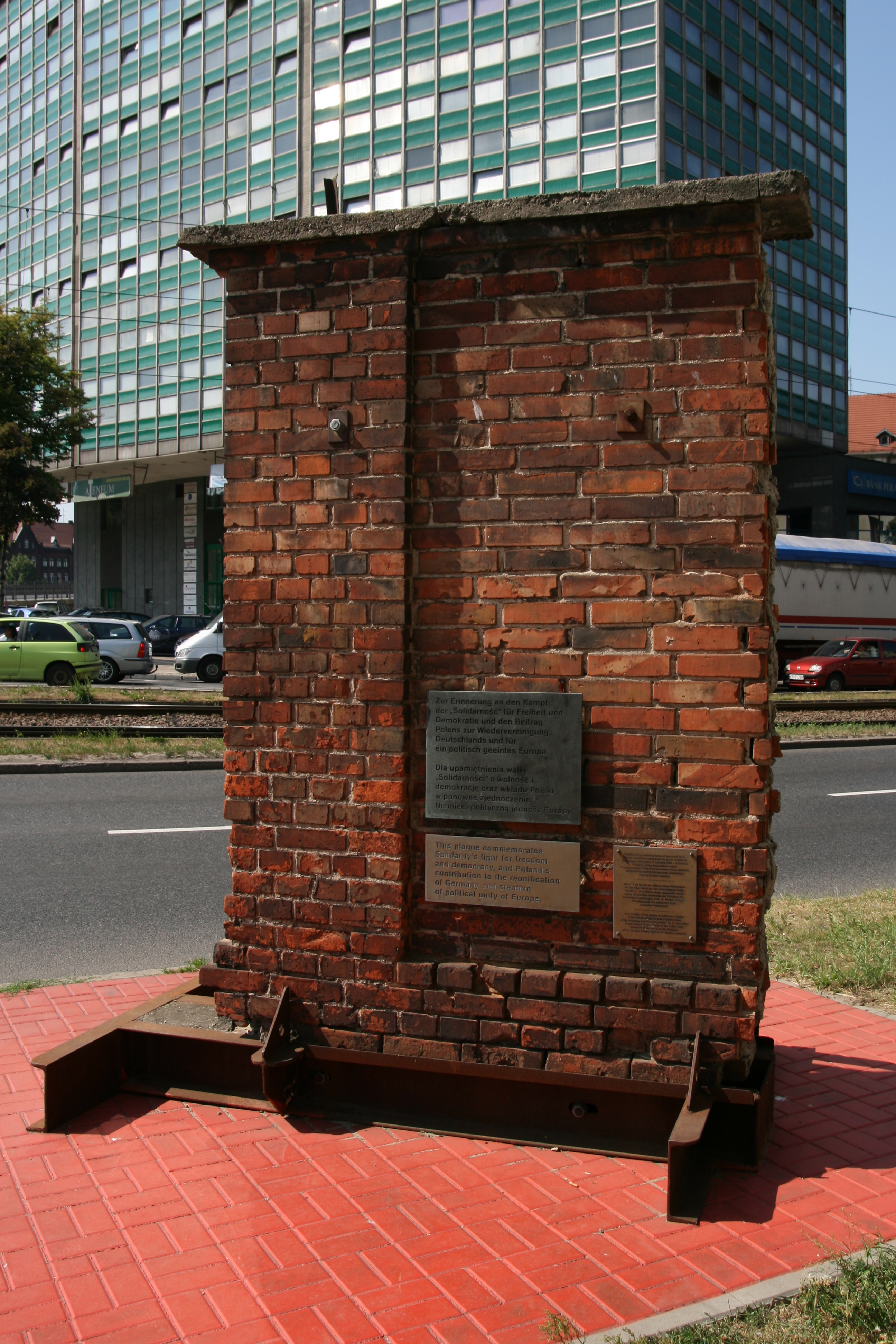
Fragment muru stoczni, „Dla upamiętnienia walki Solidarności o wolność i demokrację oraz wkładu Polski w ponowne zjednoczenie Niemiec i polityczną jedność Europy”

W sierpniu 1980 narodził się trwający 15 miesięcy okres względnej wolności w komunistycznym państwie i powstał ruch robotniczy i społeczny, który wkrótce przeistoczył się w 10-milionowy NSZZ Solidarność. Okres wolności Polaków zakończony został stanem wojennym w latach 1981–1983. Sierpień 1980 był impulsem do przemian systemowych, które w ostateczności doprowadziły do upadku PRL i innych krajów demokracji ludowej z bloku wschodniego, odzyskania suwerenności przez Polskę i powstania III Rzeczypospolitej.
Według raportu MSW dostarczonego Stanisławowi Kani w dniu 30 sierpnia w 28 województwach strajkowało 700 zakładów i ponad 700 tysięcy pracowników, m.in. komunikacja miejska w 13 miastach.